# Julianne Trevisol
Julianne Oliveira de Almeida, mais conhecida como Julianne Trevisol (Rio de Janeiro, 23 de junho de 1983), é uma atriz e bailarina brasileira. É formada em dança pelas modalidades de balé clássico, jazz, sapateado, salão e contemporânea. Em 2006, após ter realizado algumas participações, estreou oficialmente como atriz na telenovela Floribella. Em 2007, assinou contrato com a RecordTV e integrou a trilogia Mutantes, pela qual ficou nacionalmente conhecida pela personagem Gór durante as três temporadas da produção. Em 2009, fez sua estreia no cinema no filme Divã. Dois anos depois, sua experiência com a dança lhe rendeu o posto de protagonista de Vidas em Jogo, em que interpretou uma bailarina sem-teto.

## Carreira
Em 1999 se tornou bailarina no programa Domingão do Faustão. Em 2003 deixou o programa para focar-se como atriz, fazendo suas primeiras participações nos seriados Os Normais e Malhação. Em 2006 assina contrato com a Band e estreou em seu primeiro grande papel como Olívia Fritzenwalden na segunda temporada novela Floribella. Em seguida, ela também atuou como Mariana Araújo em Paixões Proibidas, fazendo parte do elenco principal. Em 2007, Julianne assina com a RecordTV e estreia como a antagonista Gór de Caminhos do Coração, que possuía dons de hipnose e controle mental, personagem que continuou na segunda temporada, Os Mutantes: Caminhos do Coração. Na terceira temporada da novela, Promessas de Amor, Julianne foi deslocada para o papel de co-protagonista, ao descobrir a história de seu passado que a fez se tornar uma pessoa do bem. Durante esse período, ela também participou do longa Divã, em 2009.
Em 2011, Julianne viveu sua primeira protagonista, Rita, em Vidas em Jogo, uma sem-teto que foi expulsa de casa pelo pai quando descobre que ela era dançarina numa banda de samba rock, crendo que isso a levará à prostituição, e luta contra a violência doméstica sofrida por sua mãe. A novela trouxe um diferencial ao revelar na última semana que Rita na verdade era uma grande antagonista, culpada pelos crimes durante a novela. A trama chegou a atingir 20 pontos, sendo um dos maiores êxitos da emissora. Em 2012 participa de Balacobaco como Betina, uma mulher cheia de segredos, que tem um caso com o pai de seu noivo. Em 2014 participa de um dos episódios da minissérie Milagres de Jesus como Zilá. No final daquele ano a emissora não renova o contrato com Julianne dispensando-a.
Em 2015, Julianne assina com a Rede Globo e integra o elenco de Totalmente Demais, como a jornalista Maria Luiza. Em 2017 interpreta Mariana na web-série Saideira.

## Vida pessoal
Julianne Trevisol começou sua carreira artística dançando, aos 7 anos de idade. Aos 13, passou a se dedicar inteiramente ao teatro, participando de diversos cursos de interpretação até se profissionalizar pela CAL (Casa das Artes de Laranjeiras) e pela Universidade Estácio de Sá. Em dezembro de 2003 começa namorar o empresário Rafael Brahma, terminando em dezembro de 2007 após quatro anos de relacionamento. Em fevereiro de 2008 assume o namoro com Hamsa Wood, diretor da RecordTV, mantendo o relacionamento até outubro daquele ano. Em janeiro de 2009 passa a namorar o ator Pedro Neschling, ficando juntos até fevereiro de 2010. Em abril de 2015 começou a namorar o ator Christian Monassa, doze anos mais jovem, com quem terminou em junho de 2016. Em outubro de 2019 confirma namoro com o musico  Amon Lima.

## Filmografia

### Televisão
| Ano     | Título                  | Personagem                 | Nota                                          |
| ------- | ----------------------- | -------------------------- | --------------------------------------------- |
| 1999–03 | Domingão do Faustão     | Bailarina                  |                                               |
| 2002    | Os Normais              | Cliente                    | Episódio: "Um Programinha Normal"             |
| 2002    | Malhação                | Catarina                   | Episódio: "13 de agosto"                      |
| 2006    | Floribella              | Olívia Fritzenwalden       | Temporada 2                                   |
| 2006    | Paixões Proibidas       | Mariana Araújo             |                                               |
| 2007    | Caminhos do Coração     | Górgona Medici Mayer (Gór) |                                               |
| 2008    | Os Mutantes             | Górgona Medici Mayer (Gór) |                                               |
| 2009    | Promessas de Amor       | Górgona Medici Mayer (Gór) |                                               |
| 2010    | Louca Família           | Armanda Ferreira (Manda)   | Temporada 2                                   |
| 2011    | Vidas em Jogo           | Rita Duarte Monteiro       |                                               |
| 2012    | Balacobaco              | Betina Pontes              | Episódios: "5–12 de outubro"                  |
| 2014    | Milagres de Jesus       | Zilá                       | Episódio: "O Endemoniado de Gerasa"           |
| 2015    | Totalmente Demais       | Maria Luísa Lins (Lu)      |                                               |
| 2016    | Super Chef Celebridades | Participante (Vencedora)   | Temporada 5                                   |
| 2017    | Os Dias Eram Assim      | Sara                       |                                               |
| 2017    | Pega Pega               | Carolina                   | Episódio: "10 de agosto"                      |
| 2017    | TOC's de Dalila         | Camila                     | Episódio: "Veloz e Furiosa"                   |
| 2018    | (Des)Encontros          | Nicole                     | Episódio: "Dani e Nicole"                     |
| 2019    | Bom Sucesso             | Mônica                     | Episódio: "22 de agosto"                      |
| 2019    | Homens?                 | Lua                        | Episódio: "4"                                 |
| 2021    | Gênesis                 | Nidana                     |                                               |
| 2023    | Vicky e a Musa          | Sereia                     | Episódios: "Sereia" "O Importante é Ser Você" |
| 2023    | Reis                    | Mazaab                     | Temporada 9                                   |
| 2024    | Luz                     | Fernanda Souza             |                                               |
| 2025    | Vale Tudo (2025)        | Milena                     | Episódio: “28 de maio”                        |
| 2025    | MasterChef Celebridades | Participante               | Temporada 1                                   |

### Cinema
| Ano  | Título                                       | Personagem       |
| ---- | -------------------------------------------- | ---------------- |
| 2009 | Divã                                         | Juju             |
| 2009 | Relações Virtuais                            | Paulie           |
| 2010 | Novas Mídias                                 |                  |
| 2011 | 5 Calls                                      |                  |
| 2014 | Ninguém Ama Ninguém... Por Mais de Dois Anos | Terezinha Seixas |
| 2015 | Take 1                                       | Karen            |
| 2024 | Nosso Lar 2: Os Mensageiros                  | Isabel           |

### Internet
| Ano  | Título   | Personagem       |
| ---- | -------- | ---------------- |
| 2017 | Saideira | Mariana Mendonça |

### Videoclipes
| Ano  | Título            | Artista |
| ---- | ----------------- | ------- |
| 2004 | "Kriptonita"      | Ludov   |
| 2006 | "É Tão Raro"      | Darvin  |
| 2007 | "Aquela História" | Strike  |
| 2013 | "Reggae do Horto" | Zignal  |

## Teatro
| Ano     | Título                                | Personagem |
| ------- | ------------------------------------- | ---------- |
| 2002    | A Bela e a Fera                       |            |
| 2003    | A Vida é Show                         |            |
| 2003    | Contracenso                           |            |
| 2003    | Perdoa-me Por Me Traíres              |            |
| 2003    | Bodas de Sangue                       |            |
| 2004    | O Tempo e os Conways                  |            |
| 2005    | Belle Époque                          |            |
| 2005    | Louca Metragem                        |            |
| 2006    | Em Busca de Magia                     |            |
| 2006    | Traições - Contos de Nelson Rodrigues |            |
| 2006    | O Rei da Vela                         |            |
| 2007    | Chicago - O Musical                   |            |
| 2007    | Tropicanalha                          | Janice     |
| 2013    | Porcos com Asas                       | Ana Lisa   |
| 2010    | FAMA - Um Sonho de Liberdade          |            |
| 2014    | Uma Vida Boa                          | Luna       |
| 2019–20 | Ao Anoitecer                          |            |

## Prêmios e indicações
| Ano  | Prêmio                      | Categoria                | Trabalho          | Resultado |
| ---- | --------------------------- | ------------------------ | ----------------- | --------- |
| 2006 | Troféu Leão Lobo            | Melhor Atriz Revelação   | Paixões Proibidas | Venceu    |
| 2006 | Troféu UOL TV e Famosos     | Melhor Atriz Revelação   | Floribella        | Venceu    |
| 2008 | Prêmio Jovem Brasileiro     | Melhor Atriz             | Os Mutantes       | Venceu    |
| 2009 | Prêmio Contigo! de TV       | Melhor Atriz Coadjuvante | Os Mutantes       | Indicada  |
| 2012 | Troféu Inspiração do Amanhã | Homenagem                | Vidas em Jogo     | Venceu    |